# Gesù Divino Maestro

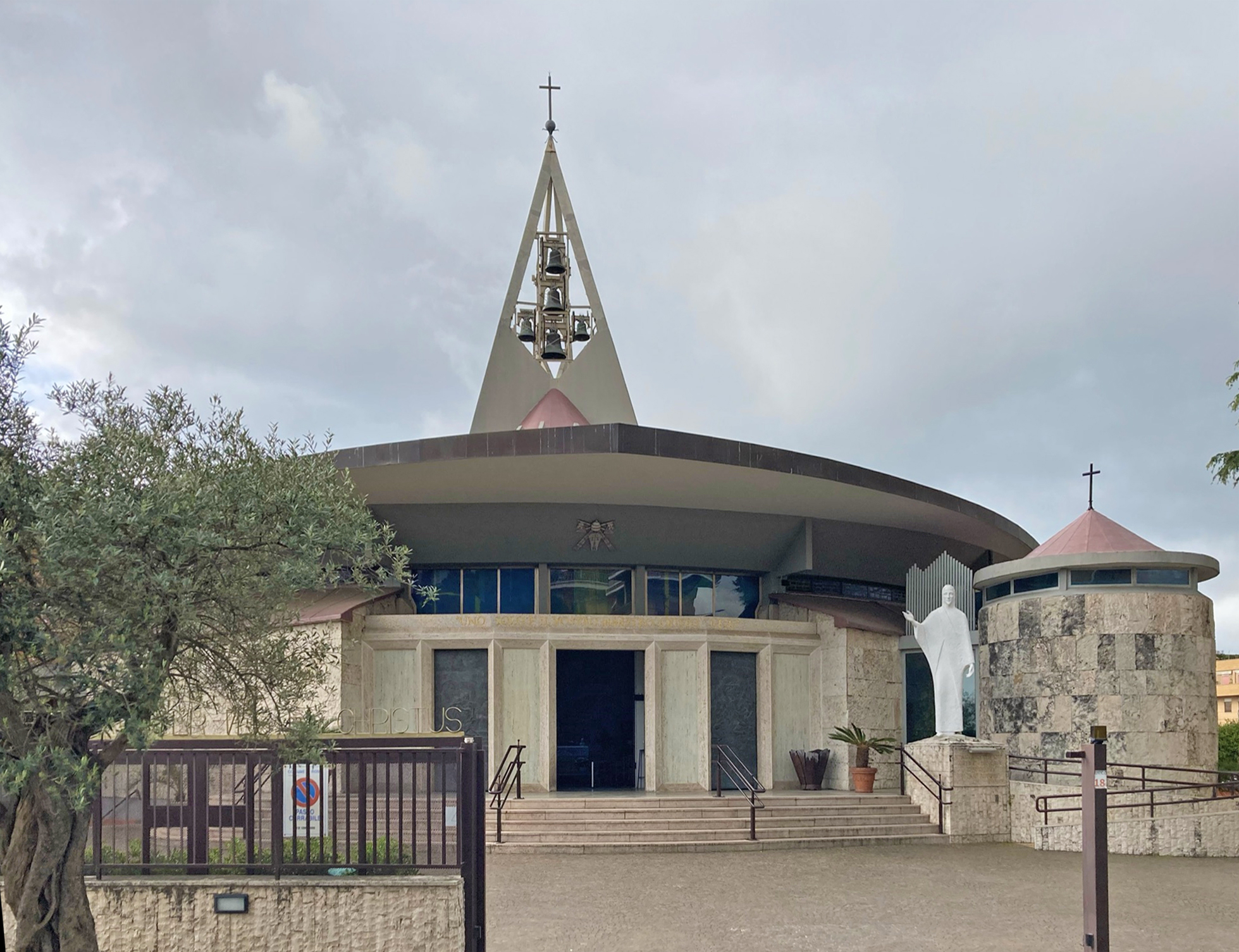
Fachada da igreja de Gesù Divino Maestro

Gesù Divino Maestro é uma igreja titular de Roma localizada na Via Vittorio Montiglio, 18, no bairro de Balduina do quartiere Trionfale. É dedicada a Jesus Cristo. O último cardeal-presbítero protetor do título cardinalício de Jesus Divino Mestre na Pineta Sacchetti foi Thomas Stafford Williams, arcebispo-emérito de Wellington, na Nova Zelândia, falecido em 2023.

## História
Esta igreja foi construída entre 1966 e 1967 com base num projeto do arquiteto Carlo Bevilacqua e inaugurada solenemente pelo cardeal-vigário Luigi Traglia em 30 de setembro de 1967. Ela é sede da paróquia homônima instituída em 2 de março de 1964 pelo cardeal-vigário Clemente Micara através do decreto "Percrescente de die", quando foi entregue aos cuidados dos padres da Diocese de Brescia. Mais tarde ela passou para o clero da Diocese de Roma. Em 29 de abril de 1969, o papa Paulo VI a elevou a sede do título cardinalício de Jesus Divino Mestre na Pineta Sacchetti. Foi o próprio papa que escolheu este nome por causa da presença, no território da paróquia, da Faculdade de Medicina e Cirurgia da Universidade Católica do Sagrado Coração. Dois pontífices já visitaram a igreja: o próprio Paulo VI, em 2 de abril de 1972, do domingo de Páscoa, e São João Paulo II, em 15 de dezembro de 1991.
Entre 2006 e 2008, todo o espaço interno da igreja passou uma grande obra de restauração liderado pelo escritório Progetto Arte Poli, do arquiteto Albano Poli, e com base num projeto das arquitetas Anna Maria Pepe e Maria Pia Pepe. A obra incluiu a realização de novos vitrais e portais, novo piso e a reconstrução do presbitério e do batistério. Em 2011, o projeto venceu o prêmio norte-americano Faith and Form Award na categoria de projeto de interiores.

## Descrição
Esta igreja tem uma planta circular e é constituída por um único ambiente interno, no centro do qual, externamente, se eleva um campanário com cinco sinos. A cobertura, em correspondência com a entrada, estende-se para fora para formar um abrigo que cobre parcialmente o parvis (a "praça da igreja"). A entrada se dá através de três portais de bronze com um baixo-relevo representando algumas cenas do Ministério de Jesus. À sua direita, a estátua de "Jesus Divino Mestre" (que originalmente ficava no interior, ao lado do altar-mor) e o corpo cilíndrico do batistério, reproduzem, de forma reduzida, a forma do grande recinto no interior.
O interior é iluminado por baixas janelas de vidro localizadas no alto das paredes externas e por uma grande claraboia que se abre no centro do teto, à volta do ponto central a partir de onde se eleva o campanário. Em correspondência a este está um presbitério com mobiliário (altar, ambão, cátedra) em mármore branco e incrustações douradas; a parede de fundo (que separa o presbitério da capela ferial (para missas semanais) no fundo e do órgão de tubos) é inteiramente revestida por um mosaico de Albano Poli, "Jesus Divino Mestre: Servo na Cruz" (no centro), "...no Monte das Bem-Aventuranças" (esquerda) e "...aos Doze no Templo" (direita). Do mesmo artista é o mosaico que adorna a parede interna do batistério (da esquerda para a direita): "Batismo de Jesus", "Arca de Noé", "Travessia do Mar Vermelho" e "Jesus e a Samaritana no Poço". No centro está uma escultura em bronze, "Cristo Ressuscitado".